# 小行星11084
小行星11084（11084 Giò）是一颗绕太阳运转的小行星，为主小行星带小行星。该小行星于1993年9月发现。

## 轨道参数
小行星11084的轨道半长轴为2.3221765 UA，离心率为0.126。